# Фосато ди Вико
Фоса̀то ди Вѝко (на италиански: Fossato di Vico) е малко градче и община в Централна Италия, провинция Перуджа, регион Умбрия. Разположено е на 581 m надморска височина. Населението на общината е 2893 души (към 2010 г.).